# Круглый город

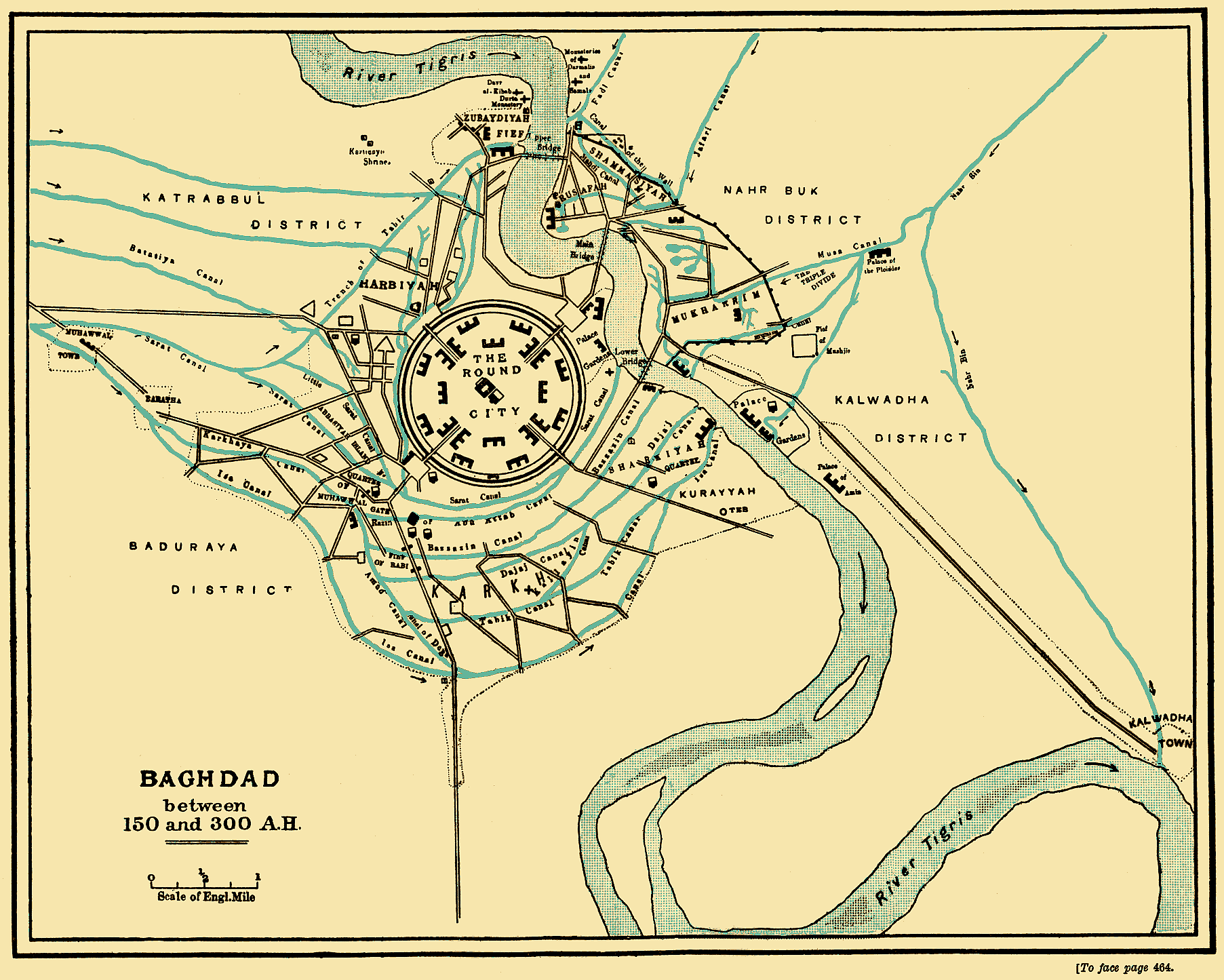
Реконструкция плана Багдада в период с 767 по 912 год н. э. (Вильям Мьюр, 1883)

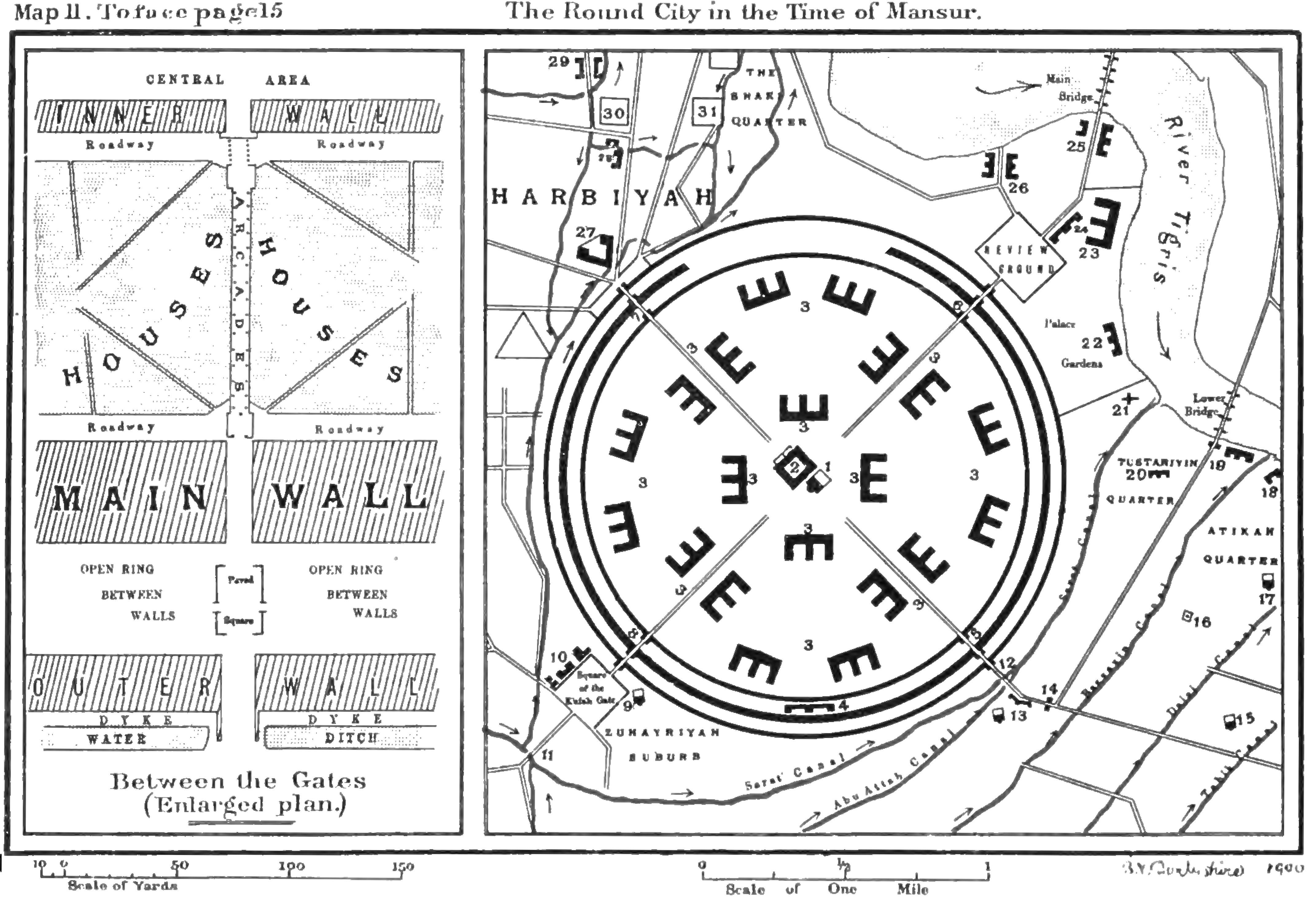

Круглый город аль-Мансура (также Город мира — араб. ﻣﺪﻳﻨـة ﺍﻟسلام‎, «мади́нат ас-саля́м») — первоначальный центр Багдада, возведенный между 762 и 767 годами как официальная резиденция аббасидского халифа. В настоящее время расположен в западной части современного города. На территории Круглого города находился Дом мудрости, основанный при халифе Харуне ар-Рашиде (786—809).